# Mark Paragua
Mark Paragua est un joueur d'échecs philippin né le 29 mars 1984.

## Carrière aux échecs
Grand maître international depuis 2004, Paragua a remporté le tournoi d'Alouchta en 2004, le championnat des Philippines (Battle of Grandmasters) en 2012 et la médaille de bronze lors du championnat d'Asie d'échecs 2013.
Il a participé au championnat du monde de la Fédération internationale des échecs 2004 (éliminé au premier tour par Bologan) et à trois coupes du monde :
- 2005, où il battit Sergei Movsesian au premier tour avant de perdre au départage lors du second tour face à Alekseï Dreïev ;
- 2011 (battu par Michael Adams au premier tour) ;
- 2013 (battu par Iakovenko au premier tour).

Mark Paragua a représenté les Philippines lors de quatre olympiades : en 2002, 2004, 2006 et 2012 (il jouait au premier échiquier philippin en 2006).